# Łotewski Imantski Pułk Strzelecki
Łotewski Imantski Pułk Strzelecki (łot. Imantas puks, ros. Латышский Имантский полк стрелковый) – oddział wojskowy złożony z Łotyszy podczas wojny domowej w Rosji.
Pułk został utworzony w październiku 1918 r. w zajętym przez alianckie wojska interwencyjne Władywostoku. Liczył ok. 1,2 tys. Łotyszy. Pełnił służbę wartowniczą i ochronną. Nie wziął ani razu udziału w walkach z bolszewikami. Na początku 1920 r. dołączył do niego, przybyły z Syberii, Łotewski Troicki Batalion Strzelecki. Wiosną tego roku obie jednostki na okrętach alianckich zostały przetransportowane do Łotwy, gdzie przybyły na pocz. października. Żołnierze pułku, po jego rozformowaniu, weszli w skład łotewskiej armii.